# Petr Bendl
Pour les articles homonymes, voir Bendl.
Petr Bendl est un homme politique tchèque, né le 24 janvier 1966 à Kladno près de Prague. Membre du parti démocratique civique, il est ministre de l'Agriculture entre 2011 et 2013, et a été président de la région de Bohême Centrale entre 2001 et 2008.
Diplômé de l'université technique de Liberec, il a travaillé comme cadre dans l'administration de la ville de Kladno.
Il rejoint le parti démocratique civique en 1991 et est élu maire de Kladno en 1994. Élu en 1998 à la chambre des députés tchèque, il en démissionne en 2001 pour devenir président (hejtman) de la région de Bohême Centrale, à la tête de laquelle il est réélu en 2004. Lors de l'élection régionale d'octobre 2008, il est battu et doit céder son mandat à son rival social-démocrate David Rath.
Vice-président du parti démocratique civique depuis 2002, il est nommé ministre de l'Agriculture en 2011. Le 10 juillet 2013, l'indépendant Miroslav Toman le remplace.
En 2022, il devient le président du groupe interparlementaire Tchéquie-Qatar.
Il est marié et père de deux enfants.